# Alexandre Horowitz
Alexandre Horowitz (Antwerpen, 24 maart 1904 - 1982) was een in België geboren Nederlandse ingenieur en uitvinder en hoogleraar mechanische processen aan de faculteit Werktuigbouwkunde van de Technische Hogeschool Eindhoven.

## Levensloop
Horowitz werd geboren in Antwerpen als zoon van de uit Rusland afkomstige Joodse ouders Pinkasse of Paul Horowitz (1866-1942), die in 1924 tot Nederlander werd genaturaliseerd, en Chaya Margolia (Marguerite) Zoukerman (1874-1950). Zijn vader was diamanthandelaar in Antwerpen, het centrum van de Europese diamanthandel. In 1914 moest de familie bij de inval van de Duitsers, vanwege hun toenmalige Oostenrijkse nationaliteit België verlaten. Zij vestigden zich in Amsterdam, het andere centrum van de diamanthandel, in het neutrale Nederland. In 1923 verkreeg men de Nederlandse nationaliteit. In 1943 kreeg de familie dankzij zijn zwager die in het verzet zat, ir. Jan van Hulst (1903-1975), getrouwd met Paula Horowitz (1899-1945), en de antropoloog prof. Arie de Froe juist op tijd een niet-Jood-verklaring, waardoor hen veel ellende bespaard is gebleven.
Nadat Horowitz de 2e HBS aan de Roelof Hartsstraat te Amsterdam had bezocht, ging hij naar de Technische Universiteit Delft. Hij studeerde kort na elkaar af als werktuigbouwkundig (1926) en elektrotechnisch ingenieur (1927). Met deze opleidingen als basis bouwde hij een carrière als technicus en uitvinder op. Na zijn afstuderen was hij twee jaar werkzaam bij de Albetam, de NV Algemeene Beton- en Aannemingsmaatschappij. In 1929 begon Alexandre Horowitz zijn loopbaan bij Philips in Eindhoven. Hij was door Anton Philips persoonlijk aangesteld in de Research Afdeling van de radiofabriek, hij was belast met de leiding van diverse tekenkamers en ontwikkelingsgroepen. Hij ontwikkelde onder andere een nieuwe draaischakelaar voor de radio, die van een zodanige goede kwaliteit was, dat deze nog tot in de jaren 50 gebruikt werd. Later was hij ook betrokken bij de ontwikkeling van de in de oorlog bekende knijpkat door Kiek.
Van 1958 tot zijn emeritaat in 1974 was Horowitz hoogleraar mechanische processen aan de faculteit Werktuigbouwkunde van de TU (toen nog TH) Eindhoven.

## Werk

### Philishave

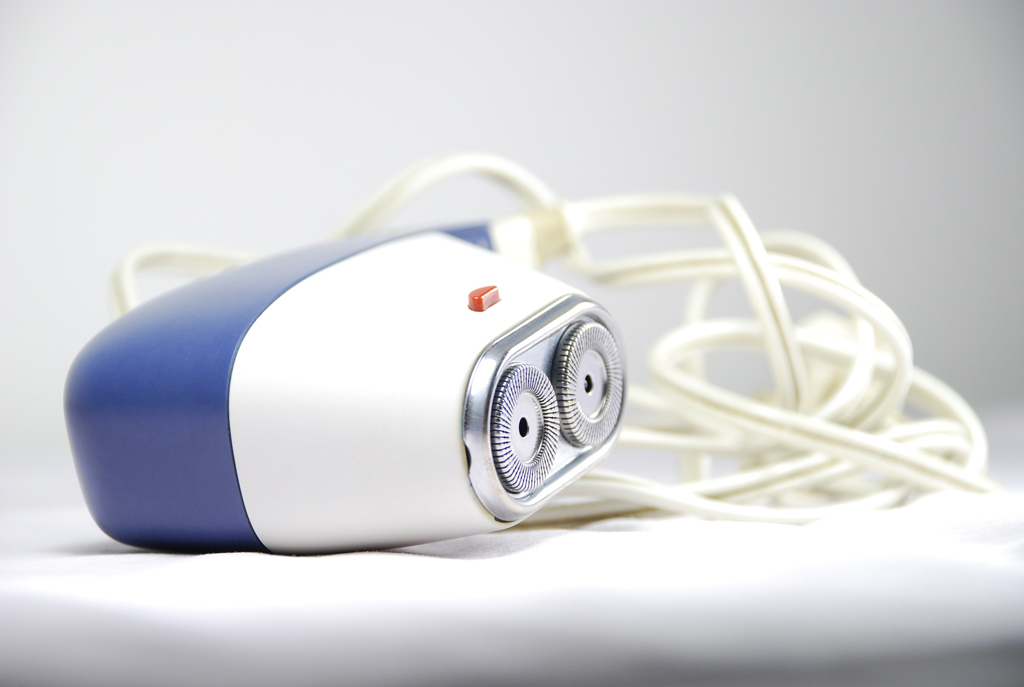
Philishave uit 1962

Vanwege de economische recessie ging Philips op zoek naar andere mogelijke interessante (elektrische) producten om te vervaardigen. Zo kwam men in 1937 uit Amerika terug met een koffer vol elektrische apparaten, waaronder scheerapparaten. De meest gangbare en succesvolle waren die van de firma Schick, ontwikkeld door Jacob Schick, die met een systeem van heen en weer gaande mesjes werkten. Horowitz was enthousiast over deze apparaten, maar vond dat ze niet goed genoeg werkten, en begon naar eigen idee een elektrisch scheerapparaat te ontwikkelen. In de radiofabriek werd naast de bakelieten radiokasten de behuizing van het nieuwe scheerapparaat gemaakt. Zo werd in 1939 de eerste Philishave met een compleet ander basissysteem dan dat van Schick, namelijk roterende mesjes, aan het publiek getoond.

### Polynorm-woningen
Na de oorlog in 1948 startte Horowitz samen met enige anderen een eigen onderneming, de NV Polynorm te Bunschoten. Door de wederopbouw ontstond er een grote behoefte aan woningen; er ontstonden diverse vormen van zogeheten systeembouw. Ook met het Polynorm-systeem kon men geprefabriceerde elementen op de bouwplaats snel tot een woning of bedrijfsgebouw monteren. Het bestond uit een metalen skelet, waartegen de betonnen buitengevelplaten met bouten, schroeven en klemmen werden gemonteerd. De woningen werden met steenwolmatten geïsoleerd en aan de binnenzijde werden platen van hout met cement en asbest aangebracht, waardoor deze brandwerend was.
Na het monteren van de gehele woning werd deze opgeleverd zonder dat er metselaars, stukadoors of schilders aan te pas kwamen. Dit was ook een voordeel vanwege het tekort aan bouwvakkers, door de vele herstel- en opbouwwerken in die tijd. In het najaar van 1951 werden de eerste 212 woningen in Eindhoven betrokken, gebouwd in opdracht van Philips voor de medewerkers van het bedrijf: de nieuwe wijk Lievendaal. Nadat er in Nederland hooguit een paar duizend woningen waren gebouwd, bleek de productie van deze systeembouw toch niet voldoende winstgevend te zijn. De aanwezige kennis werd verder gebruikt voor de bouw van fabriekshallen. De latere kernactiviteiten bij Polynorm werden de bouw- en auto-industrie.

### Multinorm
In 1953 werd Horowitz mede-eigenaar van het Ingenieursbureau NV Ontwikkelingsmaatschappij Multinorm, te Amersfoort.

### Spitmachines
Een belangrijk deel van het onderzoek van Horowitz en zijn medewerkers op de TH Eindhoven betrof grondbewerking en apparatuur daarvoor. Een concreet resultaat was de spitmachine die Vicon in productie nam, de eerste spitmachine van zijn soort. Dit was een door een tractor aangedreven machine, waarbij de schoppen die op een rotor waren bevestigd zodanig draaiden alsof er met de hand gespit werd.
De machine werd veel ingezet op natte, zware kleigronden, omdat een ploeg vanwege het slippen van de tractor dan niet vooruit te krijgen was. De werkbreedte bedroeg 2,20 m. Vicon bouwt sinds circa 1990 geen spitmachines meer; het spitten en machines daarvoor vindt wereldwijd nog volop toepassing in de land- en tuinbouw. De machines hiervoor van andere fabrikanten hebben grotere werkbreedtes en werksnelheid. In Nederland produceert vooral de fabrikant Imants bv in het Noord-Brabantse Reusel spitmachines, voornamelijk voor wereldwijde export.

### DAF-Variomatic
Ook was Horowitz betrokken bij het door Hub van Doorne begin jaren zestig ontwikkelde DAF-Variomatic-versnellingssysteem, in de toen bekende 'Dafjes'. De Variomatic bestond uit twee poelies, die in grootte afhankelijk van het toerental konden veranderen. De verbinding bestond uit een rubberen V-snaar. De ontwikkeling van een metalen band in plaats van de kwetsbare rubbersnaar gebeurde mede door Horowitz en zijn CCM. Het Variomatic-systeem is gepatenteerd en veel later ook in andere merken auto's toegepast.

### Centre for Concepts in Mechatronics te Nuenen
In 1969 richtte Horowitz met drie andere technici te Nuenen een ingenieursbureau op, het Centrum voor Constructie en Mechanisatie, later omgedoopt tot Centre for Concepts in Mechatronics (CCM). De eerste jaren trad hij op als adviseur om er na zijn emeritaat zijn volle aandacht aan te wijden. Het bureau ontwikkelde een machine voor de productie van wattenstaafjes en werkte aan een alternatief voor de wankelmotor, met rollende schoepen. Tevens werd er een hijskraan ontwikkeld voor gebruik op volle zee en werden er medische en ecologische projecten aangepakt.
Horowitz had meer dan 130 patenten op zijn naam staan. Die van voor 1948 waren overigens eigendom van zijn werkgever Philips. Hij was een harde werker die als devies had, in navolging van Thomas Edison, "1% inspiratie en 99% transpiratie". Hij bleef tekenen en rekenen, totdat hij tijdens een zakenreis in 1982 overleed.

## Eerbetoon
Horowitz werd in 1980 benoemd tot Honorary Member (erelid) van de American Society of Mechanical Engineers. De Vereniging van Mechatronische Ontwerpers aan de Technische Universiteit in Eindhoven draagt zijn naam. Ook is in 2008 via een prijsvraag een nieuwe straat in het te ontwikkelen voormalige Philipscomplex te Eindhoven Strijp-S naar Horowitz vernoemd.
Op de vestiging in Drachten (Friesland) - de grootste scheerapparaten productielijn van Philips - worden medewerkers en gasten dagelijks herinnerd aan de uitvinder in de 'Alexandre Horowitzzaal'. In 2022 werd Horowitz postuum toegevoegd aan de Alumni Walk of Fame ter gelegenheid van het 180-jarig bestaan van de TU Delft.